# ドミトリー・ポポフ
ドミトリー・リヴォーヴィチ・ポポフ（ロシア語: Дмитрий Львович Попов、1967年2月27日 - ）は、現ロシア・ヤロスラヴリ州、ヤロスラヴリ出身の元サッカー選手。現役時代のポジションはMF。

## 経歴

### クラブ
1967年、現ロシア・ヤロスラヴリ州の州都ヤロスラヴリにて生まれる。サッカーを始めたのは15歳からと遅かったものの、その才能を認められて、1984年にFCシンニク・ヤロスラヴリに入団を果たした。シンニク在籍時には、兵役で徴兵されたために、2年半はサッカーをすることが出来なかった。徴兵期間が終了した後にシンニク・ヤロスラヴリに復帰し、レギュラーとして試合に出場した。
1988年、オレグ・ロマンツェフが率いるFCスパルタク・オルジョニキーゼ（現在のFCアラニア・ウラジカフカス）との試合ではアシストを記録した。翌年、スパルタク・オルジョニキーゼの監督をしていたロマンツェフはFCスパルタク・モスクワに引き抜かれ、ポポフはロマンツェフから招待されスパルタク・モスクワに移籍を果たした。スパルタクでは1年以上トレーニングに費やされ試合の時には専らベンチで過ごしたが後にレギュラーとして試合に出場。
1993年にスペインのラシン・サンタンデールへ移籍をして、ドミトリー・ラドチェンコらと共にプレーをした。1996年にはサンティアゴ・デ・コンポステーラに本拠地を置くSDコンポステラに移籍して3シーズンプレーをした。1999年、32歳の頃にイスラエルのマッカビ・テルアビブFCに移籍するも4試合の出場に留まり、2000年にスペインのCDトレドにて現役引退をした。

### 代表
1992年8月16日、メキシコ代表との親善試合(2-0)でロシア代表デビューを果たし、この試合で代表初ゴールを記録した。1994年にはFIFAワールドカップのロシア代表の22人の内の1人として選出され出場を果たした。1996年のUEFA EUROでは所属していたラシン・サンタンデールで右ひざの十字靭帯を損傷して手術したために招集は見送られた。1998年2月18日のギリシャ代表戦がロシア代表として出場した最後の試合であった。代表では21試合に出場し4得点を挙げた。

## 引退後
現役引退後はスペインのサンタンデールで暮らし2002-2005まではサッカー代理人として活動していた。2005年、ビーチサッカーのロシア代表チームに参加をした。2006年から2008年にはFCスパルタク・モスクワで育成を担当。2008年からアスレチック・ディレクターとして働いてる。

## タイトル

### クラブ
FCスパルタク・モスクワ
- ソビエト連邦サッカーリーグ：1 (1989)
- USSRカップ：1 (1991-92)
- ロシア・プレミアリーグ：2 (1992, 1993)